# Porthidium yucatanicum
Porthidium yucatanicum là một loài rắn trong họ Rắn lục. Loài này được Smith mô tả khoa học đầu tiên năm 1941.